# Förskola i Sverige

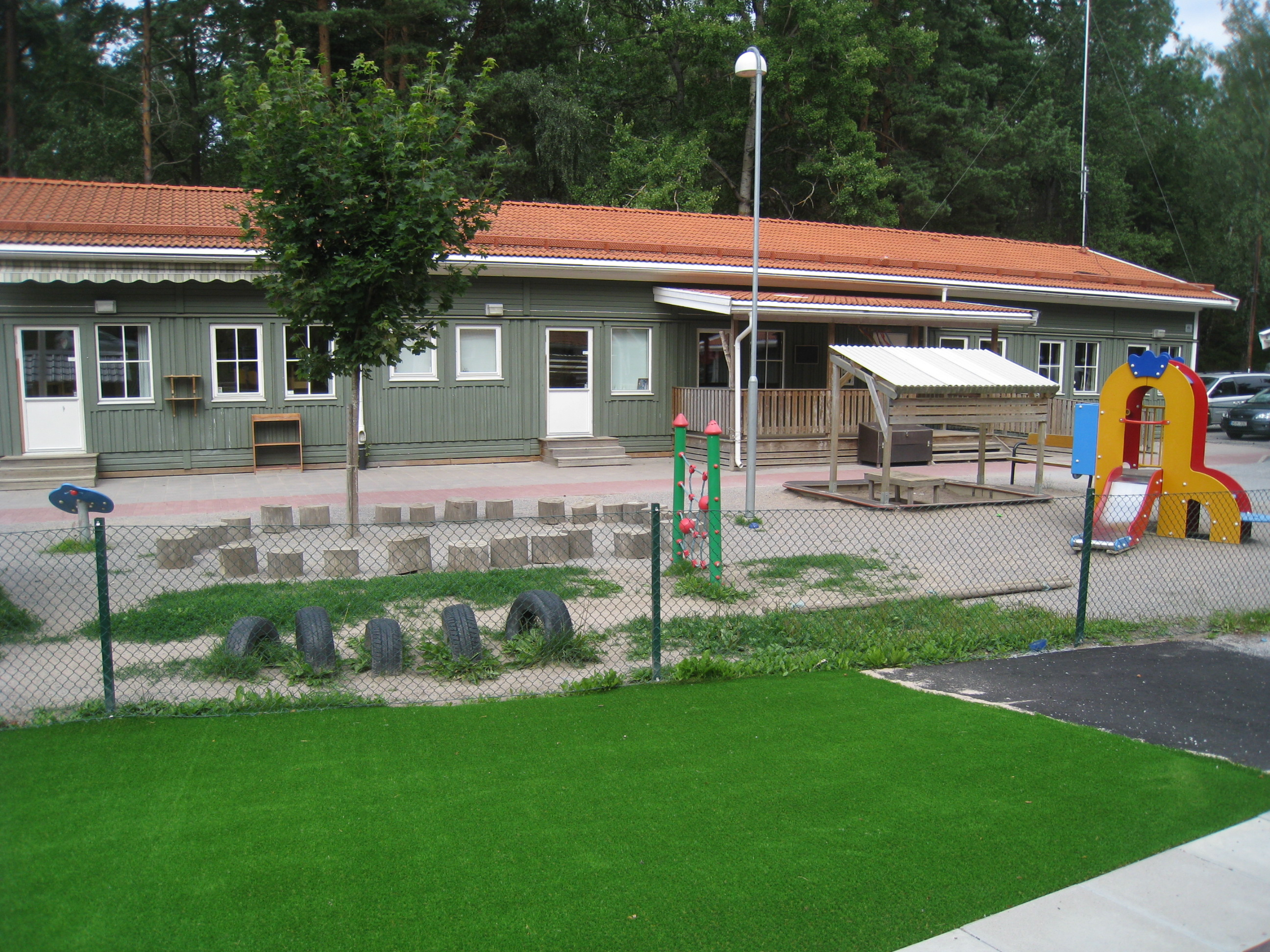
Förskolan Solviksängen i Bromma.

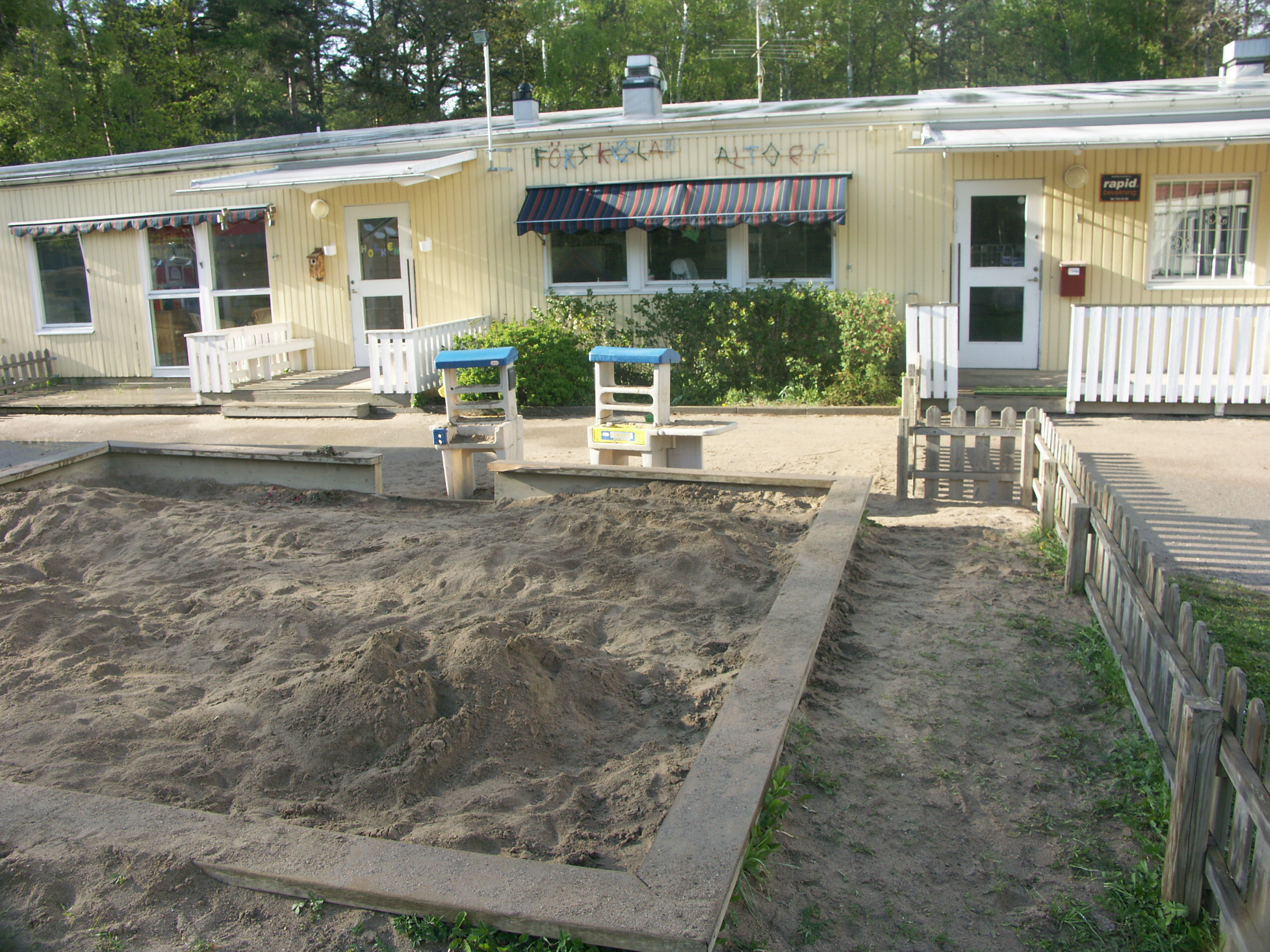
Förskolan Altorp.

Förskolan i Sverige är en verksamhet för barn i åldrarna 1–5 år. Förskolans syfte formuleras i skollagen: "Förskolan ska stimulera barns utveckling och lärande samt erbjuda barnen en trygg omsorg. Verksamheten ska utgå från en helhetssyn på barnet och barnets behov och utformas så att omsorg, utveckling och lärande bildar en helhet. Förskolan ska främja allsidiga kontakter och social gemenskap och förbereda barnen för fortsatt utbildning".
I Sverige är kommunerna enligt lag ansvariga att erbjuda förskola för barn som är folkbokförda i Sverige, vilket sker från och med ett års ålder. Precis som fritidshemmet är verksamheten frivillig, och sedan 1970-talet har allt fler barn skrivits in i verksamheten.
På förskolor arbetar förskollärare som ansvarar för att förskolan följer målen i läroplanen. Där kan även arbeta annan personal som  barnskötare. Verksamheten leds av en rektor, tidigare kallad förskolechef och dessförinnan föreståndare.
Enskild förskola betecknar förskola som inte drivs av kommunen, utan av annan huvudman, till exempel ett aktiebolag eller ett föräldrakooperativ. En politiskt tillsatt nämnd ansvarar för de kommunala förskolorna i respektive kommun. Det kan organiseras inom en utbildningsnämnd som ansvarar för flera skolformer, eller som en särskild nämnd med ansvar specifikt för förskolan.
Ett förslag till Pedagogiskt program för förskolan publicerades i december 1983. Sedan publicerades ”Det pedagogiska programmet för förskola”n 1987.
Fram till 1998 reglerades förskolan i socialtjänstlagen. Då delades förskolan upp i (heltids)-förskola och deltidsförskola (6-årsverksamhet). Förskolans (heltids) syfte var då till stor del att bedriva pedagogisk verksamhet för barnen under tiden föräldrarna arbetade, medan deltidsgruppen (deltidsförskola) var skolförberedande verksamhet om tre timmar på förmiddag eller eftermiddag för de barn som snart skulle börja skolan. Andra äldre svenska namn för motsvarande verksamheter är småbarnsskola, barnkrubba, barnstuga, kindergarten, storbarnkammare och barnträdgård. Den tidigare svenska förskolan för 6-åringar motsvaras sedan 1998 av förskoleklass.

## Historik
Barnavården i Sverige var till en början en filantropisk verksamhet och växte fram ur en social nödvändighet; industrialiseringen gjorde det omöjligt för arbetande föräldrar att uppfostra och undervisa sina barn hemma. De tidigaste formerna av barnomsorg för de yngre barnen kallades småbarnsskola och barnkrubba. Dessa småbarnsinstitutioner växte i Sverige fram i början av 1800-talet och var heldagsomsorger med tydlig religiös prägel som riktade sig till de fattigaste barnen. Småbarnsskolans syfte var att uppfostra barnen i en religiös anda, medan barnkrubborna endast var till för vård utan pedagogiska element.
Vid mitten av 1850-talet grundades Häggbladska småbarnsskolan, också kallad Bildningsanstalt för små barn, vid Sergelgatan i Stockholm av Hanna och Ulla Häggblad, döttrar till Hedemoras kyrkoherde J. Häggblad och kusiner till Per Erik Svedbom. Skolan utformades efter kindergartensystemet, som Ulla Häggblad (senare Beskow) hade studerat under Luise Fröbel i Hamburg. För pojkarnas del fungerade den Staaffska skolan som en överbyggnad för denna.    
Friedrich Fröbels barnträdgårdsrörelse, Kindergarten, nådde Sverige 1896 och var en halvdagsomsorg med utbildningssyfte. På grund av avgifterna var den endast tillgänglig för de rikaste medborgarna. Inom barnträdgårdarna lades fokus på naturen, då kunskap och välmående endast ansågs möjligt att uppnå genom närhet till naturen. Barnträdgården var ett pedagogiskt komplement till hemmet, medan modern hade det övergripande ansvaret för omsorgen.
Folkbarnträdgården öppnades i Norrköping  1904, ett projekt av systrarna Ellen och Maria Moberg. Det var ett försök att kombinera barnkrubbornas heldagsomsorg med barnträdgårdarnas pedagogiska verksamhet. I  vissa kretsar strävade man efter att sammanfoga omsorg med utbildning på det  sättet, medan andra motsade sig detta. Politikern Alva Myrdal publicerade boken Stadsbarn (1935) där hon argumenterade för en liknande småbarnsinstitution kallad "storbarnkammaren", som var menad att väva samman del- och heltidsomsorgen. Målet var också att göra denna typ av omsorg tillgänglig för alla samhällsklasser, till skillnad från barnträdgårdarna som riktade sig till välbärgade familjer. Myrdal förkastade även religionens roll i småbarnsverksamheten och argumenterade för ett mer vetenskapsbaserat innehåll. Myrdal kom att ha en stor inverkan på vilken riktning förskolan utvecklades i.
År 1943 fattade riksdagen beslut om att den svenska förskoleverksamheten skulle benämnas daghem och lekskola i stället för barnkrubba respektive barnträdgård. Detta trots protester från bland andra Stina Sandels som ville behålla titeln barnträdgård i syfte  att värna Fröbels arv. Även önskemål från den tidens barnträdgårdslärarinnor om en koppling till skolans verksamhet avslogs.
Barnstugeutredningen tillsattes 1968 med uppdrag att bland annat skriva ett pedagogiskt program för förskolan. När Barnstugeutredningens resultat kom ut 1972 i två volymer valde man samtidigt att lansera begreppet förskola som det officiella samlingsnamnet för både del- och heltidsomsorg. Detta för att markera  verksamhetens pedagogiska grund. Trots detta lever ordet dagis, förkortningen av begreppet daghem som stiftades 1943, kvar i folkmun.
Allt sedan barnstugeutredningens ingripande har förskolan tagit fler och fler steg i riktning mot skolans verksamhet:  
- 1996 togs ett  politiska beslut om att förskolan skulle integreras med skola och skolbarnomsorg.
- 1998 flyttades således ansvaret för förskolan från socialdepartementet till utbildningsdepartementet och förskolan är nu en del av utbildningsväsendet. Förskolan ingår inte i skolplikten men är en rättighet för barn mellan 1 och 5 år.
- 1998 kom förskolans läroplan ut. En revidering av denna gjordes år 2010 som bland annat understryker förskollärarnas och förskolechefens ansvar.
- 2018 kom ännu en revidering av läroplanen ut där även barnskötarnas roll tydliggjordes.

### Tidslinje
- 1836 – De första småbarnsskolorna startades i Nora och Stockholm
- 1854 – Den första barnkrubban, Kungsholmens barnkrubba, öppnades i Stockholm
- 1896 – Privata barnträdgårdar, efter tysk modell (Kindergarten), öppnade i Stockholm
- 1899 – Systrarna Ellen (1874–1955) och Maria Moberg (1877–1948) startade  folkbarnträdgården i sitt barnhem i Norrköping. Systrarna kom även senare att driva förskollärarutbildningar.
- 1902 – Den första svenska barnavårdslagstiftningen kom
- 1935 – Alva Myrdals bok Stadsbarn publicerades
- 1943 – Efter en statlig utredning beslutades om statsbidrag till förskolor och barnkrubbor
- 1968 – Regeringen tillsatte  Barnstugeutredningen och begreppet "förskola" lanserades som samlingsord för den svenska barnomsorgen
- 1972 – Barnstugeutredningen blev klar och lade grunden för förskolelagen, som infördes 1975[12]
- 1975 – Kommunerna ålades att ansvara för  deltidsförskola till alla sexåringar
- 1991 – Rätten till bidrag för personaldrivna förskolor infördes
- 1995 – Rätten till förskola utökades till att gälla från ett års ålder
- 1998 – En läroplan för förskolan infördes och barnomsorgen flyttades från socialdepartementet till utbildningsdepartementet
- 2002 – Maxtaxa infördes
- 2003 – Allmän förskola för fyra- och femåringar infördes[13]
- 2006 – Etableringsfrihet för förskolor och fritidshem infördes[14]
- 2010 – Läroplanen från 1998 reviderades[15] och allmän förskola för treåringar infördes
- 2018 – Läroplanen reviderades ytterligare[16]

## Förskolans uppdrag

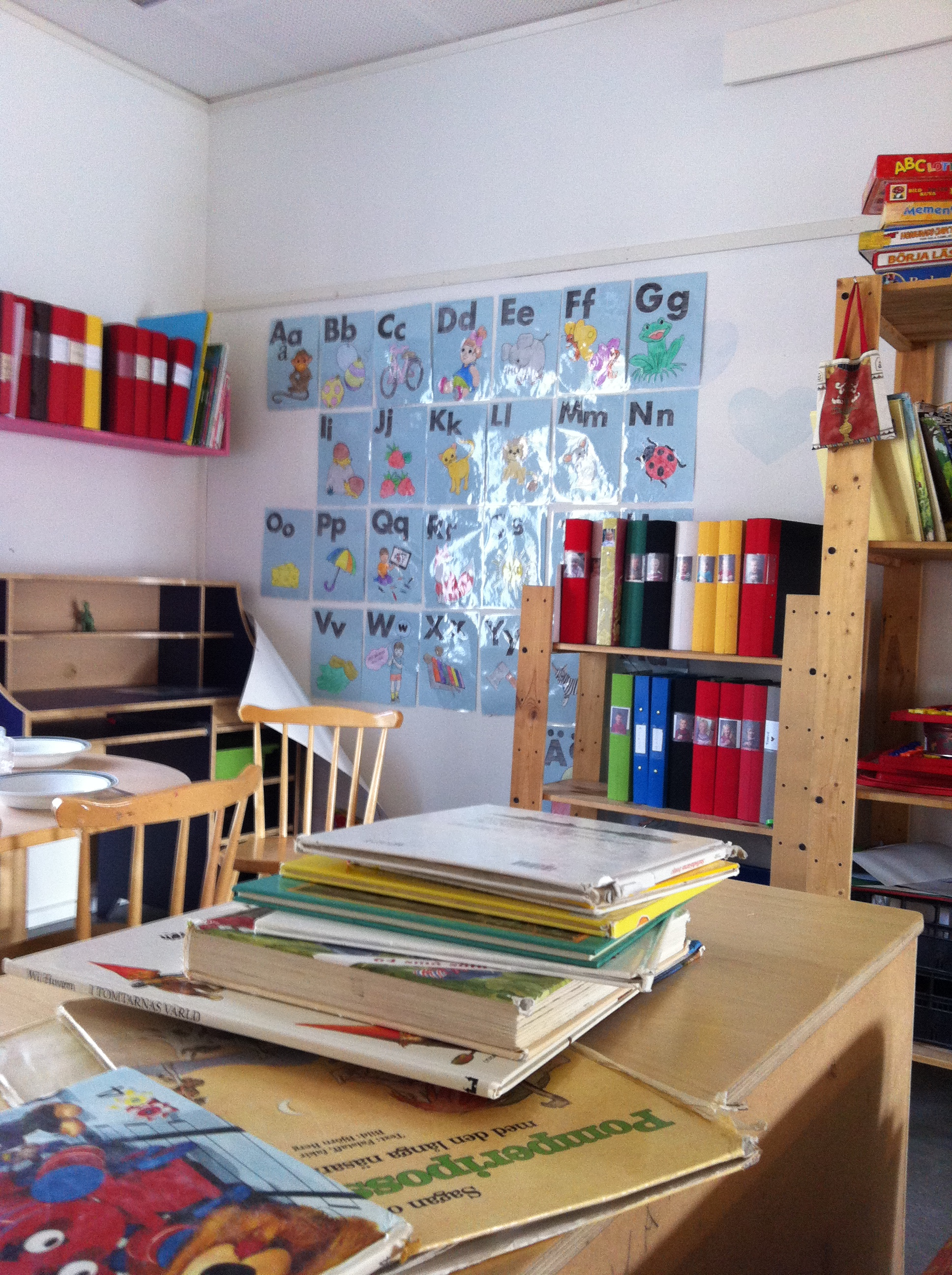
En läs- och skrivavdelning på en förskola.

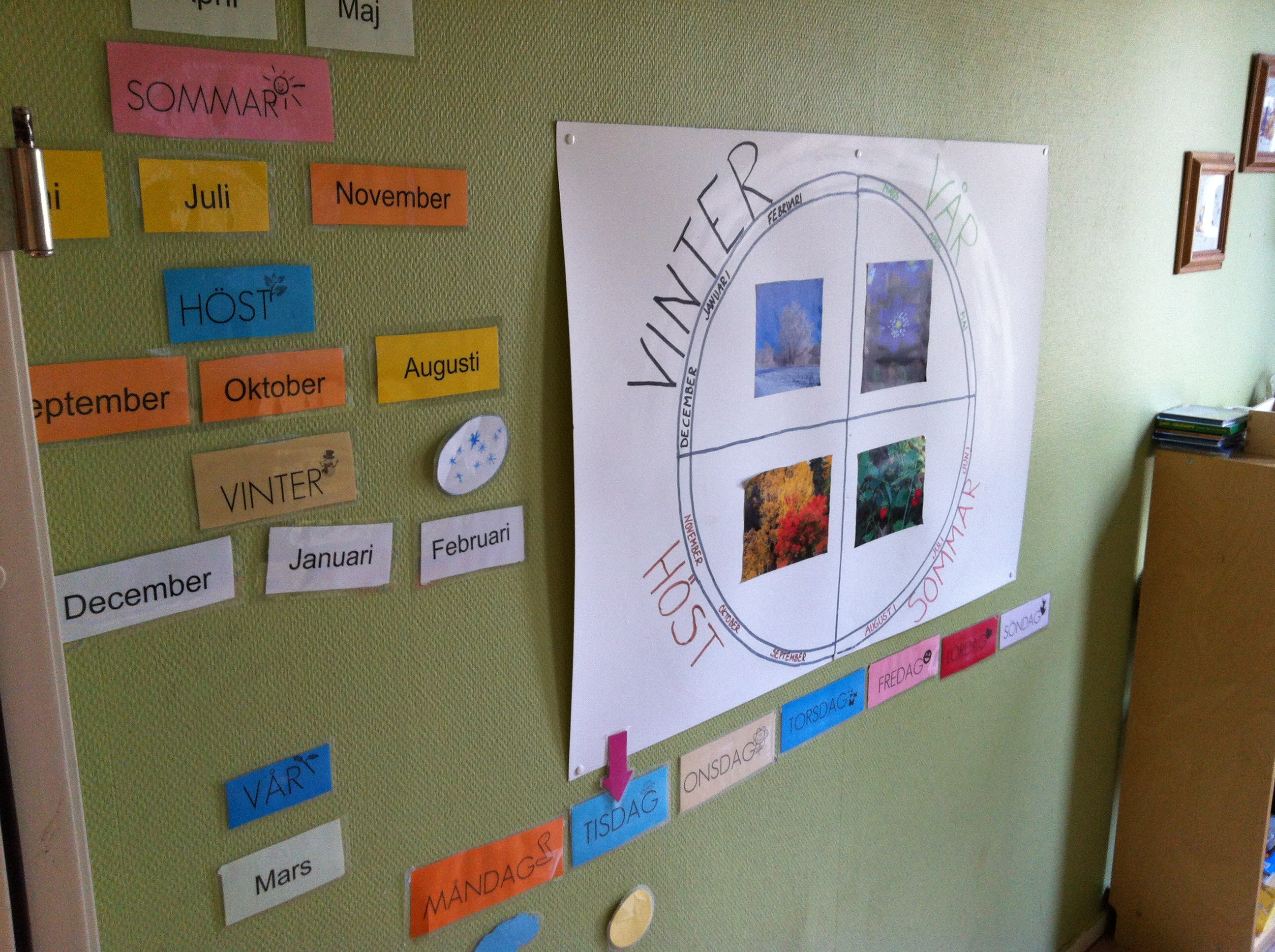
En projektvägg på en förskola.

Den svenska förskolan vänder sig till barn mellan 1 och 5 år och motsvaras av det som tidigare kallades daghem. Förskolans läroplan säger att ”utbildningen ska utgå från en helhetssyn på barn och barnens behov, där omsorg, utveckling och lärande bildar en helhet”. Förskolans uppgift är att möjliggöra för vårdnadshavare att studera eller förvärvsarbeta, samt att bedriva pedagogisk verksamhet som synliggör varje barns individuella behov och främjar barnens välbefinnande, lärande, lek och utveckling.
I Sverige har vårdnadshavare, som studerar eller förvärvsarbetar, rätt att placera sina barn i förskola från ett års ålder. Barnet har rätt att behålla platsen om vårdnadshavaren blir arbetslös eller föräldraledig. Från och med höstterminen det år barnet fyller tre år har det rätt till allmän förskola 525 timmar per år, vilket motsvarar 15 timmar i veckan. Den allmänna förskolan är avgiftsfri, för övrig förskola betalar föräldrarna en avgift. De flesta kommuner följer maxtaxan som baseras på föräldrarnas inkomst, där högsta avgiften är 1 260 kr i månaden för första barnet.
Förskolan regleras av skollagen. All förskoleverksamhet är skyldig att följa en läroplan, läroplan för förskolan (Lpfö 18) fastställd av Sveriges regering. Läroplanen för förskolan är i sin struktur uppbyggd som övriga läroplaner och definierar mål, men inte metoder. Till skillnad från det obligatoriska skolväsendets läroplan innehåller förskolans enbart så kallade strävansmål och inte  uppnåendemål. Det är upp till den enskilda förskolan och pedagogerna att välja vilken pedagogik och vilka strategier de använder för att främja lärandet mot dessa strävandemål, att skapa möjligheter för lärande i förskolan.
Föräldrar har numera stor möjlighet att påverka vilken förskola deras barn ska få tillhöra. Allt fler förskolor har en särskild pedagogisk inriktning (exempelvis Reggio Emilia eller Waldorf) eller kunskapsprofil (exempelvis miljö, språk eller matematik).

### Pedagogisk miljö i förskolan
Den pedagogiska miljön på en förskola ger förutsättningar för vad barnen kan uttrycka och på vilka sätt.

#### Utformning av den pedagogiska miljön
Utformningen av den pedagogiska miljön i förskolan kan ha betydelse för hur barn blir uppfattade. Är barnen i en miljö som för dem är ointressant kan de uppfattas på ett negativt sätt – så som rastlösa eller ”stökiga” – medan   samma barn i en miljö som för dem är intressant kan uppfattas på ett mer positivt sätt – så som kompetenta och engagerade. Den pedagogiska miljön kan även bidra till barnets självbild. Utformningen av den pedagogiska miljön på en förskola handlar om:
- Fysiska miljön (exempelvis möbler och leksaker
- Osynliga miljön (föreställningar och tankar som pedagogerna har).[19][21]

#### Pedagogisk miljö som den tredje pedagogen
Inom Reggio Emilia talas det om miljön som den tredje pedagogen, med detta menas att när miljön som barnen möter på förskolan är  intressant, meningsfull och utmanande kan den ses som en tredje pedagog för barnen. Med de andra två pedagogerna för ett barn menas de andra barnen och pedagogerna.

### Dokumentation i förskolan
Arbetet i förskolan ska enligt Läroplan för förskolan dokumenteras för att kunna följas upp, utvecklas och utvärderas. Förskollärare har ett ansvar för att varje barns lärande och utveckling dokumenteras. För att kunna följa barns kunskapsutveckling och utveckla verksamheten ska arbetslaget använda olika former av dokumentation. Dokumentation i förskolan kan i vid bemärkelse innebära att samla in och sammanställa olika former av information. Dokumentation i förskolan förekommer både i analog och digital form. Valet av dokumentationsform får konsekvenser för vad som synliggörs i dokumentationen. Den ska ha ett tydligt syfte och fokus. I förskolan förekommer exempelvis dokumentation med papper och penna samt med digitala verktyg som smartmobil eller pekplattor. De senare innehåller funktioner för filminspelning, ljudupptagning, fotografering och anteckningsmöjligheter.

#### Fotografering
Fotografering är ett verktyg för vuxna och barn. Fotografering i förskolan sker i syftet att dokumentera så synliggörs barnens lärande i förskolan.

#### Ljudupptagning
Ljudupptagning används för att göra det möjligt att minnas händelser och samspel i efterhand.

#### Film
Filminspelning i förskolan används för att göra det möjligt att fånga sekvenser innehållande ljud, rörelser och kroppsspråk.

#### Spaltdokumentation
Med hjälp av spaltdokumentation går det att se olika händelseförlopp bland barnen. Spaltdokumentation består av ett schema med tre spalter som görs med papper och penna. Vanligt förekommande rubriker i de tre spalterna är vad barnen gör, vad de säger och egna reflektioner.

### Mediepedagogik
Mediepedagogik i kan användas förskolan i Sverige. Det handlar om att använda olika medier som inspiration i det pedagogiska arbetet i barnets utvecklingsprocess. Avsikten med mediepedagogik i förskolan är att utveckla barns förståelse för sin omvärld.

#### Digitala verktyg
Digitala verktyg utgör en central del i ett mediepedagogiskt arbete. Med digitala verktyg kan barnets läs- och skrivutveckling främjas.
Olika former av IT-verktyg har blivit en självklar del på många förskolor runt om i landet. Surfplattan är ett av de digitala verktyg som används i pedagogiken. Surfplattan kan även användas som ett dokumentationsverktyg i förskolans verksamhet.

#### Läroplanen för förskolan
I Läroplanen för förskolan framgår att barn behöver förmåga att kommunicera och söka sig ny kunskap eftersom vi lever i ett samhälle som är präglat av ett stort informationsflöde och en snabb förändringstakt. Vidare uttrycker läroplanen formuleringar som att verksamheten ska präglas av demokrati.
I Läroplanen för förskolan (kapitel 2.2) framgår att "förskolan ska sträva efter att varje barn utvecklar intresse för bilder, texter och olika medier samt sin förmåga att använda sig av, tolka och samtala om dessa." Vidare står det att "förskolan ska sträva efter att varje barn utvecklar sin förmåga att urskilja teknik i vardagen och utforska hur enkel teknik fungerar".

### Hållbar utveckling i förskolan
Förskolans läroplan (lpfö 98) består av mål som svensk förskola ska arbeta mot. En stor del av läroplanen handlar om hur lärare i förskolan ska arbeta mot att fostra demokratiska samhällsmedborgare med acceptans mot olikheter. Förskolan har i uppgift att utbilda barn som litar på sin förmåga och har viljan att frambringa någonting nytt.
Läroplanen för förskolans mål inom språk och kommunikation, naturvetenskap och teknik samt matematik har förtydligats i den reviderade läroplanen. Läroplanen för förskolan innehåller även mål inom uppföljning, utvärdering och utveckling.

## Förskolans utemiljö

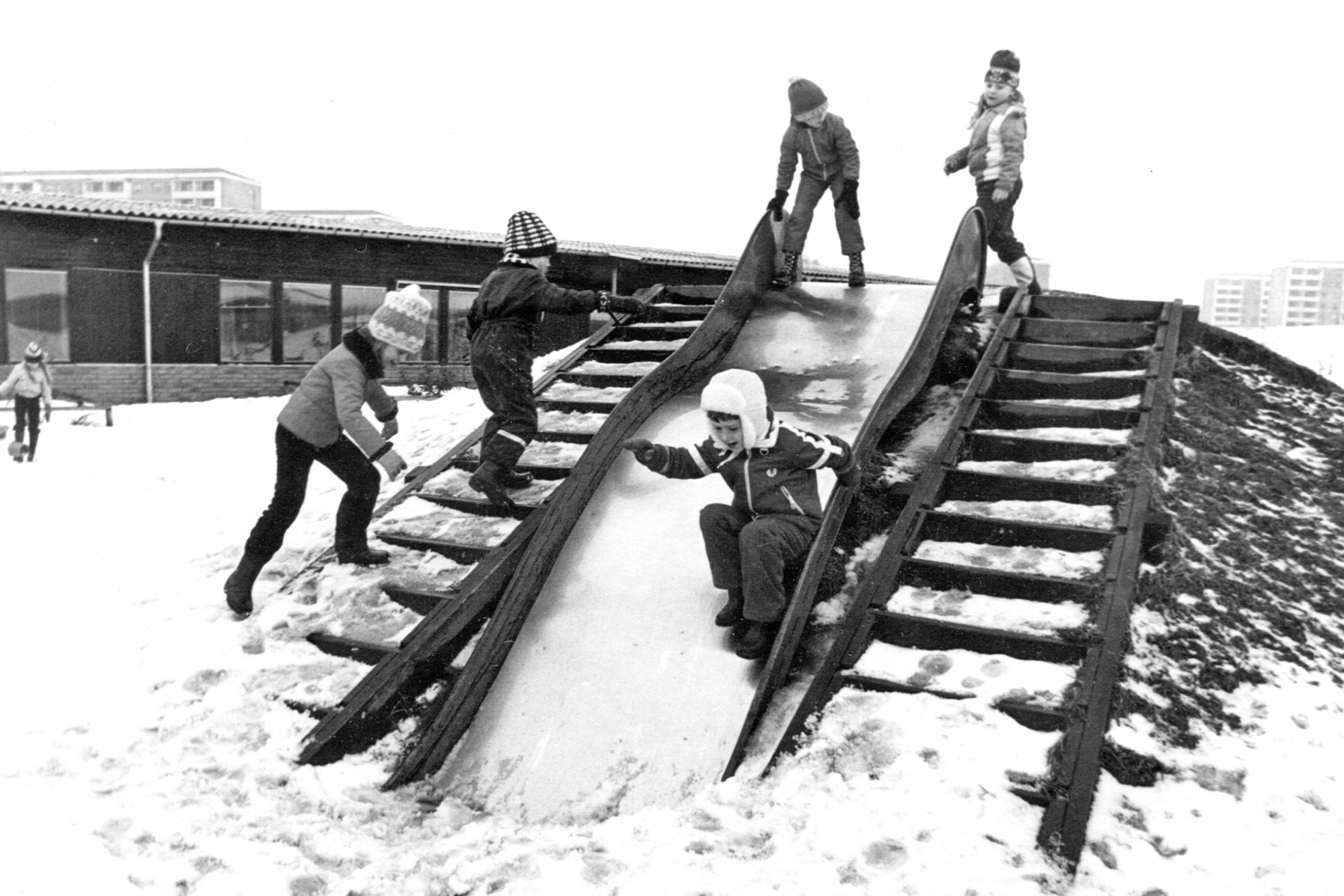
Utelek på Havrens förskola i Burlövs kommun.

Med utemiljö i förskolan menas miljön barnen har tillgång till ute på förskolan, deras utegård. I läroplanen 98, reviderad 2016 skriver man att: 
”Barnen ska kunna växla mellan olika aktiviteter under dagen. Verksamheten ska ge utrymme för barnens egna planer, fantasi och kreativitet i lek och läran de såväl inom hus som utomhus. Utomhusvistelsen bör ge möjlighet till lek och andra aktiviteter både i planerad miljö och i naturmiljö.” (s 7)

### Lärande i utemiljö
Under 1970-talet kom regler om hur de olika delarna av utegården skulle se ut för att bidra till barnens utvecklande lärande. Till exempel skulle inspirerande miljöer för sandlek, rörelselek, bygglek, vattenlek, trädgårdsskötsel och djurskötsel vara minst 55 kvadratmeter.
Idag finns nya regler om hur utegården på förskolan skall vara uppbyggd i Plan- och bygglagen (PBL).

### Odling
Något många förskolor använder sig av är plantering och kompost på förskolans utegård.

## Effekter av förskolan
Syftet med förskolan är att 
- föräldrarna ska kunna arbeta
- främja barnens hälsa och utveckling.
- bidra till att barnens livschanser ska utjämnas.

År 2017 gjorde Folkhälsomyndigheten en översyn av aktuell forskning som visar att förskolan har positiva effekter på barnens psykiska hälsa, och senare, studieresultat. En forskningsöversikt från Institutet för arbetsmarknads- och utbildningspolitisk utvärdering (IFAU) visar att barn som gått i förskola i allmänhet inte har högre kognitiva färdigheter, men utbildar sig längre och har högre lön och sysselsättning som vuxna. I den senare rapporten analyserades studier som skattat effekter av att gå i förskola genom så kallade naturliga experiment där deltagandet i förskola inte är beroende av egenskaper hos barnet eller dess föräldrar, utan snarare av politiska beslut eller reformer. Även OECD beskriver att barn som har gått i en förskola av hög kvalitet har större sannolikhet att klara sig bra i skolan och på arbetsmarknaden.